# Leandra mosenii
Leandra mosenii är en tvåhjärtbladig växtart som beskrevs av Célestin Alfred Cogniaux. Leandra mosenii ingår i släktet Leandra och familjen Melastomataceae. Inga underarter finns listade i Catalogue of Life.